# Beaumaris Castle

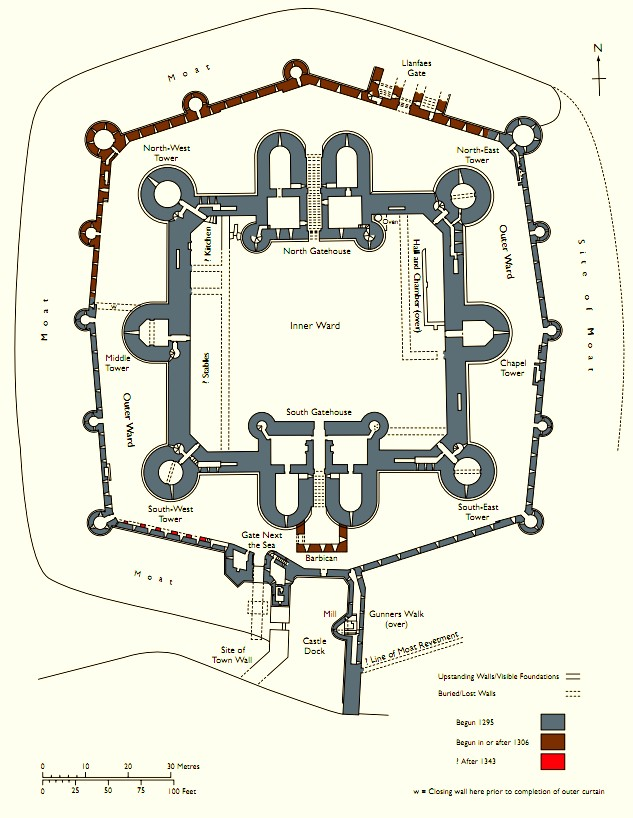
Grundriss der Anlage

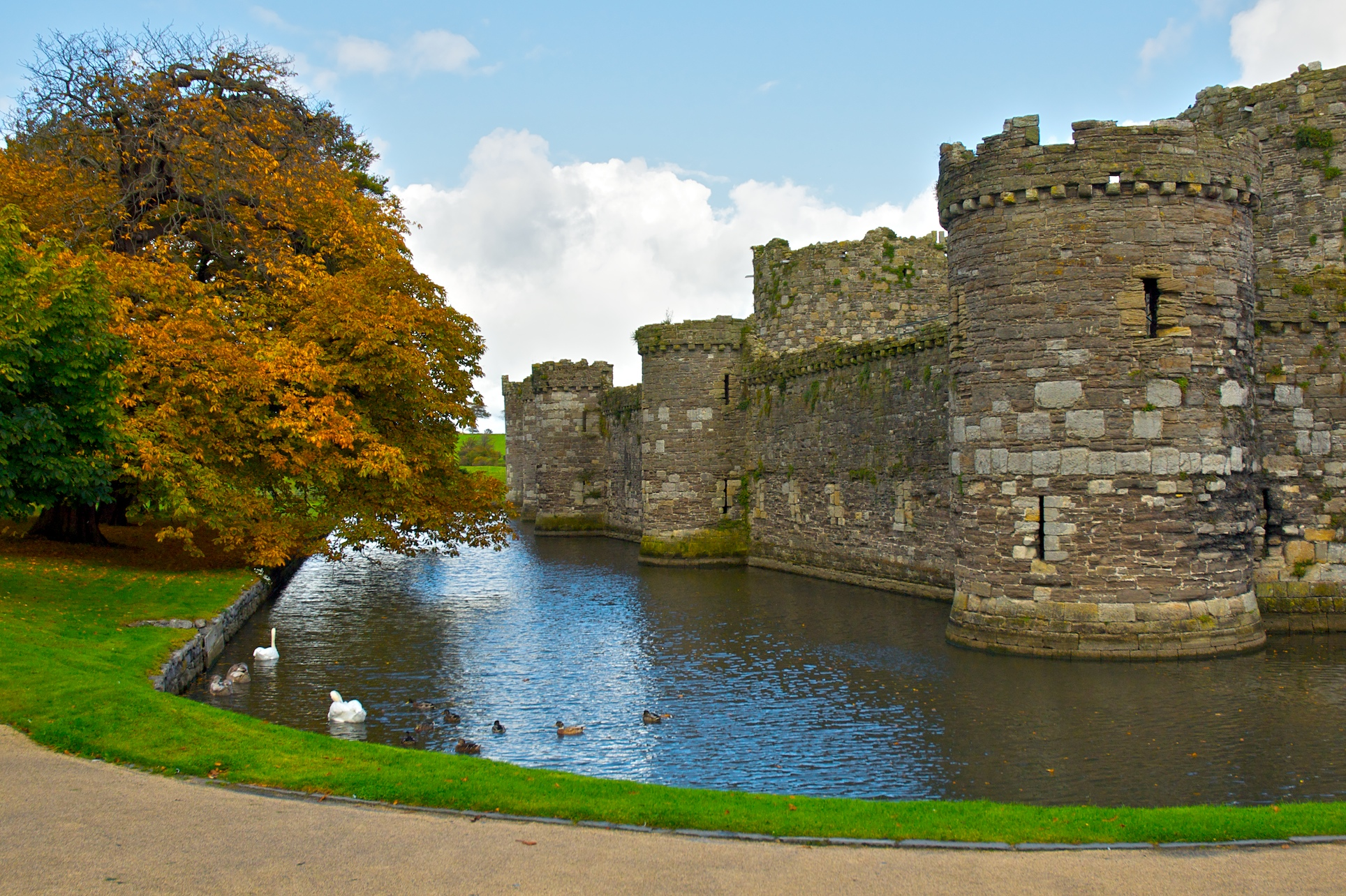
Der Wassergraben und die äußere Ringmauer

Beaumaris Castle ist die Ruine einer Burg im gleichnamigen Ort auf der Insel Anglesey in Wales. Die Burg wurde nie ganz fertiggestellt, ist ansonsten aber gut erhalten. Die Anlage ist ein „fast perfektes“ Beispiel für die englische Festungsarchitektur im 13. Jahrhundert. Insbesondere besitzt Beaumaris Castle eine aufwändige Zwingeranlage, welche die gesamte Kernburg umschließt. Kernburg und Zwinger haben einen quadratischen Grundriss. Das Torhaus der Kernburg ist mit einem flankierenden Turm auf jeder Seite stark befestigt und hat daher die Funktion eines Keeps.
Beaumaris Castle wurde wie auch Harlech Castle und Caernarfon Castle von Eduard I. von England erbaut, um Wales zu beherrschen. Sie war die letzte für ihn von James of St. George konstruierte Burg. Als einzige unter den Burgen Eduards ist Beaumaris eine Wasserburg, mit einem Wassergraben rund um die äußere Ringmauer.
Hier lebte die der Hexerei bezichtigte Eleanor Cobham bis 1452.